# Secrétariat de Chandigarh
Le bâtiment du Secrétariat est un bâtiment gouvernemental conçu par Le Corbusier et construit en 1953, situé à l'intérieur du complexe du Capitole de Chandigarh qui comprend trois bâtiments et trois monuments : le bâtiment du Secrétariat, le bâtiment de l'Assemblée législative et le bâtiment de la Haute Cour, le monument de la Main Ouverte, la Colline géométrique et la Tour des Ombres.
En juillet 2016, le bâtiment et plusieurs autres œuvres de Le Corbusier ont été inscrits au patrimoine mondial de l'UNESCO,,.